# True Kisses
True Kisses (jap. セキララにキス, Sekirara ni Kiss) ist eine Mangaserie von Fumie Akuta, die in Japan von 2015 bis 2019 erschien. Die Liebesgeschichte richtet sich an junge Frauen und wurde in mehrere Sprachen übersetzt.

## Inhalt
An ihrer Oberschule setzt Chitose immer die Maske der freundlichen, zurückhaltenden Schülerin auf und ist allgemein beliebt. Zu Hause, wo sie in der Gaststätte ihrer Eltern aushilft, verhält sie sich natürlicher. Als sie eines Tages den Oberschüler Itsuki von einer anderen Schule trifft und der sie vor einem Spanner warnt, will sie ihn näher kennenlernen und lässt sich die Kunst-Vorbereitungsschule zeigen, an die er geht. Doch hier merkt Chitose, dass viele ihre Maske durchschauen und sie deswegen nicht mögen – auch Itsuki. Er wirft ihr vor, sich hinter ihrer Maske zu verstecken. Doch in Chitose, wenn sie sich natürlich verhält, hat er sich verliebt. So will er ihr helfen, sie auch dazu drängen, sich von ihrer Maske zu befreien und trotzdem von anderen gemocht zu werden. Chitose will sich auch um Itsukis Willen darum bemühen, hegt jedoch auch Zweifel, wie sie sich richtig verhalten soll.

## Veröffentlichung
Die Serie erschien ab April 2015 im Josei-Magazin Dessert beim Verlag Kodansha. Die Serie endete 2019 und wurde auch in neun Sammelbänden herausgebracht. Der fünfte Band verkaufte sich über 16.000 Mal in der ersten Woche und kam damit 2017 in die Manga-Verkaufscharts von Oricon.
Eine deutsche Übersetzung erschien von November 2018 bis März 2020 bei Egmont Manga mit allen neuen Bänden. Eine englische Fassung wird von Kodansha selbst herausgegeben und Tong Li Publishing veröffentlicht den Manga auf Chinesisch.